# Sasso d'Ombrone
Sasso d'Ombrone est une frazione de la commune de Cinigiano, province de Grosseto, en Toscane, Italie. Au moment du recensement de 2011 sa population était de 314 habitants.
Le hameau est situé dans la Maremme grossetaine, le long de le fleuve Ombrone, à 33 km de la ville de Grosseto.

## Monuments
- Église San Michele Arcangelo (XIIIe siècle)
- Sanctuaire de la Madonna del Soccorso (XVIe siècle), reconstruite en 1872
- Fortifications médiévales, avec les ruines de l'ancien château